# Ramolhaus
Das Ramolhaus ist eine Alpenvereinshütte  der Sektion Hamburg und Niederelbe des Deutschen Alpenvereins. Sie liegt am Südost-Hang des hinteren Gurgler Tals auf einem markanten Felskopf („Köpfle“) hoch über der abschmelzenden Zunge des Gurgler Ferners im Hauptkamm in den Ötztaler Alpen.
Das Ramolhaus wurde 1881 bis 1883 erbaut und 1898, 1929 und 2005 erweitert.

## Hüttenanstieg
Der Aufstieg erfolgt von Obergurgl (1927 m) auf dem bezeichneten Weitwanderweg Nr. 902 in einer Gehzeit von vier Stunden. In Obergurgl wird zunächst die Gurgler Ache in südwestlicher Richtung überquert. Der Weg führt zunächst am westlichen Talhang in zwei Kehren empor, quert dann einen Bach und führt weiter mit mäßiger Steigung über Hochmäder (Mähwiesen) der Gurgler Bauern taleinwärts empor. Nachdem in einer Höhe von ca. 2300 m die Küppele-Alm passiert wurde, steigt der Weg zunächst steil an und quert unter den Fels- und Schrofenhängen des Ramolkogels weitere Bäche. Zuletzt geht es weiter über Schutthänge empor und in einer Rechtsbiegung auf das „Köpfle“, auf dem die Hütte steht.

## Übergänge
- Zur Langtalereckhütte (Höhe 2430 m, Gehzeit: 2 Stunden): Der Abstieg erfolgt zunächst auf dem Hüttenweg in Richtung Obergurgl. Nach kurzer Zeit zweigt hinter der ersten großen Kehre der markierte, aber nicht ausgeschilderte Weg rechts steil nach unten und trifft auf einer Höhe von ca. 2640 m auf den Weg, der von Obergurgl zur Piccard-Brücke führt, zu einer Hängebrücke, die seit 2017 den alten Weg über den Gurgler Ferner ersetzt. Nach dem jenseitigen gut gesicherten Anstieg erreicht man den Hüttenweg zum Hochwildehaus, welchem man nach links hinab zur Langtalereckhütte folgt.
- Zum Hochwildehaus (Höhe 2866 m, Gehzeit: 1½ Stunden): Auf dem Weg in Richtung Langtalereckhütte bis zum Hüttenanstieg zum Hochwildehaus, dort rechts hinauf auf gutem Weg zur schon von Weitem sichtbaren Hütte.
- Nach Vent über das Ramoljoch (Höhe 3186 m, Gehzeit: 3½ Stunden): Hinter der Hütte zunächst auf gut markiertem Weg über Felsblöcke, dann ein wenig absteigend auf die Reste des Ramolferners. Auf ihm nach Nordwesten, bis links eine recht lange Leiter zu erkennen ist, über die die unterste Kletterstelle gut überwunden werden kann. An weiteren Sicherungen folgt der Weg in leichter Kletterei über Felsen hinauf ins Ramoljoch, auf der anderen Seite zunächst über steilen Firn oder Schutt am rechten Gletscherrand hinab und später auf und neben der rechten Seitenmoräne auf dem markierten Steig, der über die Hänge der Nordwest-Abstürze des Ramolkogels zur Ramolalm (Höhe 2215 m) und weiter nach Vent hinabführt.
- Zur Martin-Busch-Hütte (Höhe 2501 m, Gehzeit: 5 Stunden) über das Ramoljoch (Höhe 3186 m): Wie auf dem Weg nach Vent zunächst über das Ramoljoch. Auf einer Höhe von ca. 2840 m links auf den Diemweg abbiegen, den Spiegelbach queren und um den Vorderen Spiegelkogel herum in einem weiten Bogen nach Süden, nach Überquerung des Diembachs westwärts steil hinab in das Niedertal und dort zunächst über dem südlichen Ufer des Niedertalbachs taleinwärts. Nach seiner Querung steil hinauf durch einen Graben zum breiten Hüttenweg, an der Schäferhütte vorbei zur Martin-Busch-Hütte.

## Tourenmöglichkeiten
- Ramolkogel (Höhe: 3550 m); Gehzeit: 2½ bis 3 Stunden
- Hinterer Spiegelkogel (Höhe 3426 m); Gehzeit: 2–2½ Stunden
- Firmisanschneide (Höhe 3491 m); Gehzeit: 2–3 Stunden
- Schalfkogel (Höhe 3540 m); Gehzeit: 3 Stunden

## Trivia
Im November 2021 stürzte ein Ultraleichtflugzeug unterhalb des Ramolhauses ab und kam in 2700 m Höhe zu liegen. Der Pilot erkannte das Seil der zwischen Langtalereckhütte und Ramolhaus gespannten Materialbahn zu spät und verlor beim abrupten Ausweichmanöver die Kontrolle über die Maschine. Beide Insassen überlebten verletzt.

## Karten
- Alpenvereinskarte Blatt 30/1 Ötztaler Alpen – Gurgl (1:25.000)